# Гетисбърг
Гетисбърг (на английски: Gettysburg) е главният град в окръг Адамс, Пенсилвания, 68 км югозападно от столицата на Пенсилвания Харисбърг. Основан е през 1786 г. и е наименуван в чест на Самюъл Гетис, ранен заселник и собственик на кръчма.
Гетисбърг привлича най-много посетители поради близостта си до бойното поле на битката при Гетисбърг (1863 г.). Възстановките на битката правени всяка година в началото на юли са най-голямата атракция за посетители. Градчето е известно и с Лутеранската теологическа семинария, основана през 1826 г. Гетисбъргския колеж, основан през 1832 г. Общинския колеж на район Харисбърг също е разположен тук.
От Гетисбърг се разклоняват пътища към Балтимор (84 км), Харисбърг (61 км) и Вашингтон (145 км). Чамбърсбърг е на 40 км на запад по първата трасконтинентална магистрала в САЩ, Магистралата Линкълн. Филаделфия е на 178 км на изток. На 4 км западно от града е разположено и регионалното летище Гетисбърг.
Координатите на Гетисбърг са 39,49 – 39,83 северна ширина, 77,14 – 77,23 западна дължина.

## Население
Според преброяването от 2000 г. в Гетисбърг живеят 7490 души, разделени в 2541 домакинства и 1229 семейства. Гъстотата на населението е 1763 д./km². Има е 2759 къщи с гъстота от 650/km². 85,46 % от населението е бяло, 5,79 % негри, 1,28 % азиатци, 0,37 % индианци, 4,71 % от други раси, а 2,38 % е смесено. Испаноговорещите са 8,02 %.
22,5 % от домакинствата имат деца под 18-годишна възраст, 32,6 % са женени двойки, 12,6 % са самотните майки, а 51,6 % не са семейства. 42,5 % от домакинствата са съставени от индивиди, а в 16,7 % има жител над 65 г. 16,2 % от населението е под 18 г., 36,2 % между 18 и 24 г., 19,1 % от 25 до 44 г., 15,9 % от 45 до 64 г., а 12,5 % над 65 г. Съотношението на мъже към жени е 881/1000.
Средният годишен доход на домакинство е $ 29 840, а средният доход на семейство $ 40 489. Средният доход на един мъж е $ 30 341, а на една жена $ 21 111. Доходът на глава от населението е $ 14 157. Около 13,2 % от семействата и 19,4 % от населението е под линията на бедността, включително 24 % от тези на възраст до 17 г. и 5,2 % от тези на възраст над 77 г.
- Окръг Адамс на картата на Пенсилвания
- Карта на окръг Адамс
- Град Гетисбърг, юли 2002 г.